# 마일스 케이턴
마일즈 케이턴(영어: Miles Caton, 2005년 3월 3일 ~ )은 미국의 음악가이자 배우이다. 케이턴은 거의 평생 동안 가수 활동을 해왔으며 2018년 리틀 빅 샷츠에 출연하며 전국적으로 처음 명성을 얻었다. 2025년 영화 씨너스: 죄인들에서 새미 무어 역을 연기한 것으로도 알려져 있다.

## 생애
마일즈 케이턴은 2005년 3월 3일 뉴욕 브루클린에서 태어났다. 그는 가족 구성원 모두가 "노래를 하거나 어떤 종류의 악기를 연주할 수 있는" "극도로 음악적인 가족" 출신이라고 밝혔다. 그의 가족 중 가수로는 어머니 티미니 피게로아와 이모 아나이샤 피게로아-쿠퍼가 있다. 케이턴은 두 살 때부터 노래를 시작했으며, 2010년 10월 레이크뷰 (뉴욕주) 지부의 전미 유색인 지위 향상 협회 제24회 자유 기금 시상 갈라에서 샘 쿡의 노래를 불렀다.
케이턴은 2017년 그가 "Feeling Good"을 부르는 영상이 입소문을 타며 래퍼 제이Z의 노래 "4:44"의 몽타주 비디오에 샘플링되면서 널리 알려졌다. 2018년 3월, 케이턴은 NBC 버라이어티 쇼 리틀 빅 샷츠 시즌 3 프리미어에 출연했으며, 2paragraphs는 그를 "관객이 결코 잊지 못할 한 장면"으로 꼽았다. 케이턴은 12월 리틀 빅 샷츠 홀리데이 스페셜에 재출연할 정도로 인기가 많았고, 그곳에서 "O Holy Night"을 불렀다. 2019년 마틴 루터 킹 주니어 탄생일에 케이턴은 더 뷰 (텔레비전 프로그램)에서 가스펠 가수 욜란다 애덤스와 함께 그녀의 노래 "Never Give Up"을 부르며 마틴 루터 킹 주니어 박사와 그의 인종 평등과 정의의 꿈을 기렸다.
2022년, 케이턴은 H.E.R.와 함께 투어를 하며 바리톤 백 보컬리스트로 주목받았다. 2023년, 케이턴은 그의 데뷔 싱글 "This Ain't It"을 발표했으며, 엔스파이어의 잭 시몬스는 이 곡을 "세상이 기다려온 것을 살짝 맛보게 해주는" 곡으로 묘사했으며, "스티비 원더와 도니 해서웨이와 같은 전설들을 연상시키는 깔끔한 보컬 퍼포먼스"를 선보였다고 평했다.
투어 막바지에 H.E.R.는 케이턴에게 당시 연주할 줄 몰랐던 악기인 기타를 연주하는 어린 소년 역의 영화 오디션을 보라고 격려했다. 이 역할은 당시 개봉 예정이던 시대극 씨너스: 죄인들의 주요 인물인 새미 무어였다. 케이턴은 이전에 단편 영화를 촬영하고 학교 연극에 출연한 적이 있지만, 주요 영화에서 연기하는 경험은 부족했다. 케이턴은 영화 연기를 준비하기 위해 가족을 즐겁게 해주는 "가족 개그맨"으로서의 과거를 활용했다. 케이턴이 오디션 테이프를 보냈을 때, 씨너스의 감독 라이언 쿠글러는 "그냥 그 아이가 특별하다는 것을 알 수 있었다. 개인적으로... 나는 '오, 이런, 이 아이를 데려와야 해'라고 생각했다"고 언급했다.'" 디지털 스파이와의 인터뷰에서 그의 노래에 대해 말하면서, 씨너스의 공동 주연인 운미 모사쿠는 "나는 그의 목소리가 다른 어떤 것과도 같지 않다고 생각한다. 그것은 말 그대로 당신을 움직인다. 음악이 진동을 통해 전달된다는 것을 알지만, 그의 진동에는 정말로 당신의 뱃속을 움직이는 무언가가 있다"고 말했다. 케이턴은 영화에 출연하기로 계약했을 때 영화 줄거리에서 흡혈귀의 중요성을 알지 못했으며, 블루스 기타를 배우는 데 두 달밖에 시간이 없었다.
케이턴은 씨너스가 극장에 개봉한 후 배너티 페어에 계속 연기를 하고 싶고 "놀라운 순간"에 있다고 느낀다고 말했다. 버라이어티가 그의 미래 연기 목표에 대해 물었을 때, 그는 마블 영화에 출연하는 것에 관심이 있다고 발표했으며, 어떤 슈퍼히어로를 연기하고 싶냐는 질문에 "내 이름이 마일즈이다..."라고 말했다.

## 출연 작품

### 영화
- 2025년 씨너스: 죄인들 - 새미 "프리처 보이" 무어 역

### 인용
1. ↑  Jenkins 2025.
2. 1 2  Sandwell & Silvers 2025.
3. ↑  Kaloi 2025.
4. ↑  Simmons 2023; Jenkins 2025.
5. ↑  Grieco 2010.
6. ↑  TRO Essex 2017; 2paragraphs 2018.
7. ↑  2paragraphs 2018.
8. ↑  Silva 2018.
9. ↑  Jackson 2019.
10. ↑  Hall 2022.
11. ↑  Simmons 2023.
12. ↑  Konwar 2025.
13. 1 2 3 4  Caton (Variety) 2025.
14. 1 2 3  Caton (Vanity Fair) 2025.

### 참고 자료
- Caton, Miles (2025년 4월 3일). 《How Ryan Coogler Discovered Musical Prodigy Miles Caton for 'Sinners' and What the New Actor Learned from Michael B. Jordan》. 《버라이어티》. (인터뷰) (Penske Media Corporation). 2025년 4월 21일에 확인함.
- Caton, Miles (2025년 4월 21일). 《Sinners Breakout Miles Caton Didn't Know He’d Signed On for a Vampire Movie》. 《배너티 페어》. (인터뷰) (Condé Nast). 2025년 4월 21일에 확인함.
- Grieco, Susan (2010년 10월 27일). “Lakeview NAACP branch holds annual awards gala, honors local heroes”. 《LI Herald》. Richner Communications. 2025년 4월 21일에 확인함.
- Hall, David Brendan (2022년 4월 22일). “H.E.R. Schools Austin Fans in Music History and Instrumental Mastery During Stunning Moody Amphitheater Show”. 《오스틴 크로니클》. 오스틴 (텍사스주): Austin Chronicle Corp. 2025년 4월 21일에 확인함.
- Jackson, Cheryl (2019년 1월 21일). “Yolanda Adams And 13 Year Old Miles Caton Sings On The View”. 《프레이즈 104.1》. 월도프 (메릴랜드주): Urban One. 2025년 4월 21일에 확인함.
- “Jay Z's 4:44 video opens with FEELING GOOD!”. 《TRO Essex Music Group》. 2017년 7월 7일. 2025년 4월 21일에 확인함.
- Jenkins, Justin (2025년 4월 14일). “Ryan Coogler's 'Sinners' Introduces a Breakout Star: Miles Caton”. 《The Quintessential Gentleman》. 2025년 4월 21일에 확인함.
- Kaloi, Stephanie (2025년 4월 19일). “Who Is Miles Caton? Meet the R&B Singer Making His Acting Debut in 'Sinners'”. 《TheWrap》. The Wrap News Inc. 2025년 4월 21일에 확인함.
- Konwar, Nibir (2025년 4월 21일). “How did H.E.R. motivate Miles Caton to audition for his role in Sinners? Details explored”. 《Soap Central》. 2025년 4월 21일에 확인함.
- “Little Big Shots: Watch Gospel Singer Miles in Jay-Z's '4:44' Video”. 《2paragraphs》. 2018년 3월 18일. 2025년 4월 21일에 확인함.
- Sandwell, Ian; Silvers, Isabella (2025년 4월 14일). “Exclusive: Sinners break-out star Miles Caton learned guitar for his role in 100%-rated horror”. 《디지털 스파이》. 허스트 커뮤니케이션. 2025년 4월 21일에 확인함.
- Silva, Tiffany (2018년 12월 14일). “Miles Caton Returns to Little Big Shots”. 《BCK Online》. 2025년 4월 21일에 확인함.
- Simmons, Zach (2023년 5월 29일). “Rising Star Miles Caton Debuts 'This Ain't It' Live ahead of Headlining Show at SOBs”. 《Enspire Magazine》. 2025년 4월 21일에 확인함.